# 2100年9月4日日食
2100年9月4日日食为一次在协调世界时2100年9月4日出現的一次日全食。該次日食食分為1.0402，食甚維持時間3分32秒。

## 概述
這次日食的食分是1.0402，全食維持3分32秒。

## 基本參數
- 類型：日全食
- 食最大地點資料：
  - 日期：2100年9月4日
  - 時間：8時49分20秒
  - 地點：10S 39E
  - 食分：1.0402
  - 日全食持續時間：3分32秒

## 外部連結
- NASA未來日食資料（页面存档备份，存于）
- 可見區域圖和時間統計：由弗雷德·埃斯佩纳克做出的日食預報，NASA/GSFC
  - Google互動地圖呈現的日食範圍
  - 貝塞爾元素